# 5th Pursuit Group
5th Pursuit Group – grupa lotnicza United States Army Air Service działająca przy 2 Armii. Została utworzona 16 listopada 1918 roku. Na jej czele stanął kapitan Dudley L. Hill, który pozostawał na tym stanowisku do 1 grudnia.  

## Skład
Jednostkami, które weszły w skład grupy były: 
- 41 Aero
- 138 Aero
- 638 Aero.

5th Pursuit Group nie brała udziału w walkach. Grupa została przemieszczona do Koblencji jako część Amerykańskich Sił Okupacyjnych i stacjonowała tam do września 1919 roku.